# Labulla insularis
Labulla insularis är en spindelart som först beskrevs av Saito 1935.  Labulla insularis ingår i släktet Labulla och familjen täckvävarspindlar. Inga underarter finns listade i Catalogue of Life.